# バレーボールベラルーシ男子代表
バレーボールベラルーシ男子代表は、バレーボールの国際大会で編成されるベラルーシの男子バレーボールナショナルチームである。

## 歴史
1991年、ソビエト連邦からの独立によりナショナルチームが発足。翌1992年に国際バレーボール連盟に加盟した。世界選手権大陸予選、欧州選手権予選に参加しているものの、まだ本選出場はない。2007年欧州選手権予選では初めて3次ラウンド・プレーオフに臨んだが、1勝1敗でセット率によりスロベニアに敗れ、初出場はならなかった。欧州リーグには2回出場（2008年、2009年）している。

## 過去の成績

### オリンピックの成績
- 出場なし

### 世界選手権の成績
- 1998年 - 欧州予選敗退
- 2006年 - 欧州予選敗退
- 2010年 - 欧州予選敗退

### 欧州選手権の成績
- 2005年 - 予選敗退
- 2007年 - 予選敗退
- 2009年 - 予選敗退
- 2011年 - 予選敗退